# Heart Wiltshire
Heart Wiltshire (anciennement GWR FM Wiltshire) est une radio locale indépendante anglaise, diffusée dans le nord et l’ouest du comté de Wiltshire, en Angleterre. Elle a été rebaptisée en mars 2009 et fait maintenant partie de Heart Network. Elle et en concurrence avec les radios BBC Wiltshire et More Radio.